# 果然我的青春戀愛喜劇搞錯了。
《果然我的青春戀愛喜劇搞錯了。》是日本作家渡航所創作的輕小說，插畫由ponkan⑧負責。由小學館GAGAGA文庫於2011年3月至2019年11月間發行全18卷（本篇14卷、外傳4卷）。簡體簡稱《春物》；繁體簡稱《果青》；日文簡稱或。
完結後，宣布新作《果然我的青春戀愛喜劇搞錯了。結》將在2021年9月出版，內容為由比濱結衣if線。

## 故事簡介
本作的故事背景設定在智慧手機普及時代的近現代日本千葉縣，講述在作中登場的虛構高中「千葉市立總武高等學校」求學的少年比企谷八幡在該校社團「侍奉社」接觸各類人事物，所延伸的經歷和成長。作為該校高中二年級學生的比企谷八幡生性彆扭，不屈服於孤獨，沒有半個朋友，更不用提女朋友。對那些享受著青春的同班同學，他詛咒：「他們都是現充，通通給我爆炸吧！」——這樣一個傢伙，被導師帶去全校第一美少女雪之下雪乃加入的「侍奉社」。
平凡無奇的八幡與美少女的奇妙邂逅，然而，雪乃和八幡個性上的缺陷讓他們無法擦出愛情的火花，但是在经历好多事情后，都互相被折服。這一則充滿錯誤的青春故事，让两个问题少年少女得到了救赎。

## 登場人物

### 總武高中
全名「千葉市立總武高等學校」，位於千葉市的市立高中，是千葉市偏差值最高的重點升學學校之一。其藍本為千葉市立稻毛高等學校。

#### 侍奉社
侍奉社，總武高中的正式社團，為本作的主要故事舞台。活動宗旨為接受來自總武高中在校師生的委託，藉由諮商及社員協助等方式，以激勵委託人突破人生中遭遇的困難或瓶頸，進而提升自身面對挑戰的能力。此社團並未為人廣知，因此委託者多半是由生活指導教師平塚靜，或是經由曾經尋求侍奉社的協助者介紹而來，協助管道則有當面委託以及電子信箱諮詢等。
比企谷八幡（Hikigaya Hachiman，聲：江口拓也）
本作男主角。侍奉社社員，就讀總武高中2年F班，座號29號。17歲，生日8月8日，獅子座，A型。喜歡的食物是蜂蜜炒花生及Max咖啡。興趣是閱讀、玩遊戲、看動畫。特技是思考、猜謎、腦筋急轉彎、自言自語、模仿、隱身、人類觀察。座右銘是「強求不來就放棄。」
外貌特徵有呆毛和死魚眼。另一方面，由於存在感太弱，姓氏被班上大多數人記成「比企鵝（ヒキタニ，タニ是「谷」的另一種念法），大陸小說版譯作「比企苦」，网络有部分版本译作「比取谷」，台灣電視版譯作「北企谷」。
是一個十分愛好千葉的千葉人。理想職業第一是當家庭主夫從而避免成為父母那樣的「社畜」，第二則是上班族。文科成績極佳，故事的前期常常引用某些知名作家的名言（宫澤賢治、夏目漱石、太宰治等），在文科的總分是全級第三（年級第一則是雪之下雪乃，年級第二為葉山隼人）；理科及美術則不甚突出，數學更是極差，只得9分位列全級最低，連簡單的乘除法心算都做不到。且因成績只會告知本人不會公開，完全與外界隔絕的八幡，其成績完全無人知曉。
由於從小就是孤獨一人，對人心理變化的感知相當敏銳，至今因單薄的人際關係與會錯意的悲劇，而留下無數心靈創傷，根據雪乃及由比濱結衣的說法，常一邊看書一邊傻笑。是個孤獨的達人，由於長期的單人校園生活，對事物有著獨特見解，堅持走自己的孤傲之路，故得「獨行俠中的獨行俠」名號。因此外在「看來」相當陰沉虛無，不過也常在腦海中玩自問自答的猜謎或腦筋急轉彎，在故事中也經常會自言自語。由於過往的黑歷史和經驗，不願相信人與人之間的感情。在完全不主動跟人說話而教人印象深刻的同時，也因不與他人接觸而很容易被人忽略，在團體活動中也由於沉默而讓人較難察覺，常自嘲可以做忍者。值得一提的是至今未能記住班上大部分同學的名字和樣貌（在第一次與結衣、戶塚彩加以及川崎沙希說話時都完全沒有意識到自己和對方同班，戶塚更已同班兩年）。
其性格相當的彆扭。是個思想貌似非常成熟的「高二病」患者，時而會說一些超齡的言語，時而又非常幼稚，了解人際關係的複雜和險惡，能一眼看穿他人本質。時常把自己孤立起來並非出於什麼傷痕，而是其性格本身的抉擇，因黑歷史而習慣了內心傷害，對之後的處事方法有著極大的影響。在中學時期還患有中二病，自稱已畢業但在國中時寫的「絕對不可饒恕名單」仍繼續紀錄（目前以雪乃、葉山隼人等人名列前茅）。
雖然對外界的評價並不怎麼在意，因此在侍奉社活動中或面對困難時能果斷割捨自己的名譽，時常做出「自我傷害」般的行動，對自身立場非常不利但又能確實地提供一條出路的行為，甚至還曾說過「看吧，簡單吧，沒有人受傷的世界完成了」。這種方式看似理性且最有效率，或許這在一開始看似毫無問題，但是隨著故事發展，漸漸察覺這種傷害自己的解決方式只會對周遭關心自己的人造成極大傷害。
在故事初期時沒有任何朋友，在學校內人際關係為零，手機內除了家人的基本上沒有其他通信對象，曾被出於同情而詢問郵件地址，結果就是兩週內，多次地發郵件過去，對方一次都沒回信，同為心靈創傷之一。對人際關係和心理有自己的一套觀點，大致而言是視之為互相欺騙，是故不怎麼喜歡與人交往，很乾脆地把自己孤立起來，即使現在已和一眾角色較為友好，但其實在心底裏還是保持着一定的距離。但在表明自己想要「真物」後，開始去接觸並試圖理解和周遭人之間的感情。
中學二年級時曾因抽籤成為男班長，和女班長相處得不錯，誤以為對方對自己抱有好感，結果表白被拒絕，相近事情發生不只一次，是其最深刻的心靈創傷之一。甚至會說出「永遠討厭溫柔的女生」的話語。使得在察覺到結衣的好感時仍刻意視而不見，甚至直白地說出結衣不必對自己的孤單感到憐憫或內疚。
反倒和彩加的相處就相當放開，因為知道自己絕對不會對男生抱有戀愛的情感，即使常常因彩加的舉止而心頭小鹿亂撞。實際上也頗受小孩子歡迎，如林間學校旅行遇到的少女鶴見留美，另外則是沙希的妹妹川崎京華。唯獨對作為妹妹的小町有過度保護的傾向，總是對妹妹的要求無法反抗，甚至會為了妹妹在自己最討厭的夏天高溫的情況下出門。曾坦言如果法律允許或小町不是妹妹的話，自己絕對會越過關係，然後被他父親所殺（比企谷父親是個極度女兒控）。被妹妹小町說「如果是哥哥的話也絕對沒問題。」而相當感動。
最初登場時因為寫出一篇「現充都爆炸」的作文，導致老師頭上冒出青筋，於是被平塚靜老師叫到辦公室，除了要他重寫外，還被要求進行侍奉活動。在不清楚的狀況下被平塚老師被拖去社團－「侍奉社」，並見到了侍奉社的唯一成員兼社長雪乃。開始進行了「侍奉社」的活動，接受了各種委託。曾與結衣的談話中得知，最初在高中入學第一天，因為興奮而特地提早一個小時上學，結果因為救一隻衝出馬路的狗而踩自行車衝過去，遭一輛豪華轎車撞到住了三週醫院，狗的主人正是結衣，另外該輛豪華轎車則是雪之下家的車，但本人完全沒有留意到狗的主人（結衣亦刻意不提）。
因同班同學沙希因為減輕家中負擔通宵打工，被其弟弟大志懷疑並委託侍奉社等人調查，最後被侍奉社三人並成功的解決委託，在尋找過程中曾被大志稱為「哥哥」，但本人十分討厭這個稱呼，認為大志是想順藤摸瓜，藉機和小町交往。後來在回家時，由小町無意的話語中，知道餅乾之事以及結衣就是狗的主人後，誤會了結衣所展現的友情，只是為了救狗和車禍之事而給予感謝與同情，因此開始迴避結衣，兩人的相處因而一度變得尷尬。後來在雪乃的解釋下，三人的關係才回到正常。可是依然認為結衣對自己的感情只是對於「救狗的那個人」，而不是喜歡自己這個人。
在林間學校旅行遇到的少女留美，按照自己的想法解決了留美的人際關係問題。暑假也即將進入尾聲，在和妹妹小町一成不變的日子裡，結衣突然來訪，在煙火晚會中與雪乃的姐姐陽乃巧遇。然而，某件連自己發動無視技能都不得不在意的事實一點一滴地改變自己和雪乃、結衣之間的關係。對於結衣所說「不會再等，而是這邊要先行一步」，決定和結衣的距離似乎可以再更近一些，像是結衣在鬼屋跌倒時主動向結衣伸出手。
修學旅行前，雖然以侍奉社的名義接受了戶部翔協助告白的委託，但隨後又接到海老名姬菜和葉山的私人委託，同時在旅遊中三浦優美子也抱持著一樣的想法，理解了眾人皆珍惜目前彼此相處的時光，不希望這份日常崩毀的意志。在河岸和葉山的對話中，了解了對方也並不希望現狀改變，就如同自己一直以來所想，而決定獻身完成委託。在此之前，對於結衣的各種主動進擊，已超出自己所能接受的範圍。為了維持現狀，同時也是為了不讓自己再次受傷而再次劃出界線，導致再次以「自我傷害」的方式來拯救現充團體，藉此能「完美」完成三人的委託，但這只是將自己做出行為的責任，推託給為了完成委託而做出的行為上，以"這是最有效率的解決方式"，撒下最大的謊言。造成雪乃和結衣的不滿，導致三人產生了鴻溝。
學生會長選舉事件中因為與雪乃意見不合，使三人關係陷入僵局，最後與妹妹小町商量後，決定利用一年級學妹一色伊呂波對葉山的好感，企圖讓一色當上學生會長以解決事件，表面上雖解決了問題，也避免了侍奉社的瓦解，但卻無法再回到往日的情況，彼此之間的往來只留下表面的空殼。在之後的聖誕活動中，為了彌補自己行動的後果(本人說是售後服務)，決定以自己而不是侍奉部的身分幫助一色。但情況比想像中要複雜，無法像以往獨自一人協助一色使活動順利進行，在得到平塚開導，有了一定程度上的反思與覺悟後向侍奉社的兩人求助。之後，在被雪乃拒絕，結衣與雪乃相互對峙時，向兩人袒露出自己對「真物」的追求，也找回失去的信念。在三人落下各自的眼淚後，雪乃答應自己的委託，使聖誕活動得以順利完成，三人的關係也慢慢地回復如初。
聖誕夜時，一色向葉山告白失敗以後，一色讓自己產生了保護欲與一定程度上的罪惡感，雖然會提醒自己一色是在演戲，但卻本能性地去幫助一色並陷入他的陷阱之中。在完成委託後與八幡和結衣關係重歸於好，雪乃和結衣也特地為其準備了一個茶杯作為聖誕禮物，侍奉部內的三個茶杯，也彷彿意味著三人關係更近了一步。
第12卷中，被雪之下陽乃明確的點出侍奉部三人的關係並非信賴，而是更加醜惡的「依賴」(共依存)，而自己則是一直選擇無視、並強加解釋為「哥哥性格」。卷末，直認了想幫助雪乃的心情，間接導致結衣落淚。
第13卷中，試圖協助舞會籌辦，但在得不到雪乃首肯的情形之下，提出「誰的方案獲得採用誰獲勝」的比賽，以輸家聽從贏家的一個願望為賭注，藉此介入。在故事中，憑藉極少數人的協助創造出了作為「棄子」的舞會第二計畫，引導家長轉向「兩害相權取其輕」的思維方式。同時看穿了雪乃的母親本身其實對舞會沒有意見，只是做為一個解決問題(糾紛與爭執)的交涉人而出動，趁機向其提出協助說服家長「直接解決問題本身」的請求。至此，舞會已然確定以學生會方的計畫進行籌辦，卷末，於部室內向雪之下坦言自己的敗北，確認了彼此間關係的終結，並接獲雪乃「去完成由比濱願望」的要求。
第14卷中，對結衣給出了自己不想與雪乃失去關係的解答。為了將自己與雪乃的退路盡數封死，暗自將先前籌備的假舞會棄子方案扔上檯面，並以劣質的激將法迫使雪乃擔任第二次舞會的總負責人，使雪乃的母親與陽乃認同雪乃的能力與意志。其後，在天橋上對雪乃做出「將自己的一切給予雪乃，讓自己干預雪乃人生」的告白，並得到雪乃「將八幡的人生交給自己」的答覆。在新章的劇情中，已與雪之下家的母女三人吃過一次晚餐，途中被陽乃問道「和雪乃兩人是否為男女朋友關係」，因此和雪乃陷入好幾天的沉默，期間被結衣正面告白，在新6當中再次與雪乃確認兩人關係，並做出一定程度的承諾。
形象動物是「狐狸」。姓氏由來是鐮倉市的日蓮宗本山比企谷妙本寺及神奈川縣的古地名。名字則是神奈川縣鎌倉市的鶴岡八幡宫的八幡。
《這本輕小說真厲害！》男性角色排名於2013、2017年獲得第四名；2014、2015、2016連續三年獲得第一名。
因常說出非常有深度又貼近人心的話，在書迷間有著「大老師」的尊稱，出處則為《變態王子與不笑貓》中用過的neta。
雪之下雪乃（Yukinoshita Yukino，聲：早見沙織）
本作女主角之一。侍奉社社長，總武高中2年J班（國際教養班）。17歲，生日1月3日，摩羯座，B型。喜歡的食物是龍蝦和红茶。
十全十美的美少女，各方面都擁有極出色的天賦，唯獨因訓練不足而欠缺基礎體力。喜歡猫而且喜歡吃貓食但害怕狗，除此之外疑似還有路痴的特質，拿主題樂園中激烈的遊樂設施沒輒。對任何人都很冷漠，尤其排斥和她共有着某些過去的葉山隼人，在之後真心地把由比濱結衣視為朋友，在比企谷八幡看来非常“溺爱”結衣，很难拒绝結衣的各种请求。
此外，從葉山的第三者角度看來：「雪乃其實是很親近比企谷的。各方面都和比企谷很相似，但兩人孤獨的本質並不一樣，家中情況也不同，因此和比企谷有很多細節上的差異；如雪乃實際上是被班上的女同學們所崇拜著，以及雪乃仍然會親近非常特定的人。」
和八幡一樣看不慣人際關係間的欺瞞，但不同於八幡的得過且過，嚴格地以此律己，事事要求坦承。雪初次看到八幡應是在搭乘自家的豪華轎車和八幡發生車禍那時，騎自行車的八幡因此救了結衣的狗，但在侍奉社社辦見到八幡時，卻表示自己從未見過八幡。
事後被八幡發現刻意隱瞞車禍一事時，對於八幡：「自己『單方面』『擅自』期待雪之下是位不會說謊的人，又在發現事實後自顧自地感到失望。」這件事情，感到相當的自我厭惡，兩人的關係也自此落至冰點。後來在重新調整了自己的心態之後，向八幡展現了自己的意志，修補了兩人之間的裂痕，並向八幡表示當時的自己的確不「認識」他，但現在已經「熟識」八幡了。
家境相當富裕，父親為縣議會議員、建設會社社長。似乎是為了避免造成繼承人爭奪的現象，很少被父親帶到公開場合。小學在日本當地就讀，中學期間出國留學，高中時回國。現在一個人住在高級公寓，喜歡貓科動物，對自己能聯想到猫的事物愛屋及烏。但生活並不愉快，原因是總是處在優秀姐姐陽乃的陰影之下，以及和父母間的疏離，難以違抗母親的命令。但本人非常憧憬優秀的姐姐，總是以對方為目標而努力。但這使得自己在關鍵時不能為自己的行動做決定（像是無法鼓起勇氣送出餅乾，或是在留宿由比濱家時無法想出理由），陽乃曾說「那並不是信賴。是更加糟糕的，某個東西（依賴）。」
在故事後期察覺八幡和陽乃身上都有「自己身上沒有的東西」，不知不覺將將追尋其背影的對象換成八幡(從原先的升學志願從理組改成文組可看出)，但這依舊沒有改變自己無法做出決定的現狀。在11卷最後原先想放棄去追尋答案，被八幡以"雪之下的問題，必須由雪之下自己解決"點醒，向其他兩人提出自己的委託。
自八幡在學生會長選舉後表白對「真物」的追求後，對八幡有著特殊微妙的感情。
水族館約會後，結衣藉由透露希望三人能一直維持現在的關係誘導其答案，但被八幡「必須由雪之下自己的意志決定」給打破。之後向八幡和結衣提出「靜靜的看到最後」的委託。
第12卷中，開始面對家人，尋找真正的答案。並主動要求獨自接下有史以來最大的委託——籌辦總武高中畢業舞會。後遭其母親杯葛，不得已下停辦，要求老師不要告知八幡，但仍被八幡得知後其決心介入。在結衣幫忙整理行李的間章中，被結衣有一張遊樂園的紀念照片，推測應為小說第9卷，與八幡搭乘設施時所得。
第13卷中，答應與八幡的賭局，旋即全力投入舞會的修正案。在得知舞會得以以自己的計畫為中心辦理時，並不感到意外。並坦白自己對於這些應為偽物的關係而感到快樂，但認為其與八幡向自己期望的事物一樣，必然是錯誤的。直言自己已然得到對方的拯救，說出「結束彼此關係」的「解答」。卷末，以不再打開的心情，永遠鎖上了侍奉部室的門。
被結衣以「小雪乃」（ゆきのん）稱呼。八幡曾稱之「Yukipedia」（取Wikipedia的諧音，雪基百科），後因本人不喜歡而改稱「Nekopedia（貓百科）」（本人十分中意）。第10卷中私底下稱之「笨之下小姐」（笨拙的雪之下小姐）。
第14卷中，在與八幡一同探勘聯合舞會場地之時，在附近的咖啡店外與八幡首次自拍。
聯合舞會後，在會場樓上的陽臺上回覆八幡答案並鄭重告白:「比企谷同學（君），我喜歡你」。
形象動物是「貓」、姓氏取自鐮倉市的大字。
《這本輕小說真厲害！》女性角色排名2013年獲得第八名；2014和2016年獲得第二名；2015年獲得第一名；2017年獲得第四名。
由比濱結衣（Yuigahama Yui，聲：東山奈央）
本作女主角之一。侍奉社社員，總武高中2年F班，比企谷八幡的同學。17歲，生日6月18日，雙子座，O型。
愛吃甜食，料理非常差。但樣貌和身材都很出色，但發言欠缺警覺（會在不注意的情況下掀開別人的心理創傷）。雖然各方面有點天然呆，不過其實非常善於看人臉色，也常常順伏眾人的氣氛做事；美中不足的是有些時侯無法理解人際關係的「蝴蝶效應」，以及朋友內心的矛盾。衷心希望和自己崇拜的雪之下雪乃做朋友，曾發生為保護雪乃而動怒的反常行為（可發現雪乃於其內心的地位）。
在開學當天牽着狗時不小心讓狗跑到馬路上，當狗快要被一輛豪華轎車撞到時，騎自行車上學的八幡剛好路過，並且因為要救狗而發生車禍。救狗之事，八幡不知道轎車上的「主人」是雪乃，也不知道狗主人是自己。
原本為了救狗之事而贈送餅乾給八幡，但該餅乾卻被小町一個人吃光，而且沒有即時告知八幡，直到事情過了很久之後，小町才偶然向八幡提到送餅乾的事。雖然八幡是很久之後才知道餅乾的事和狗主人是誰，自己倒是一直記著這件事，這也是為何在第一次和八幡說話時就會用較親近的稱呼（ヒッキー，與日文「耍自閉、家裡蹲(引きこもり，簡稱)」諧音，台灣譯為「自閉男」，中國大陸譯為「阿企」，網路及台灣中文配音版譯為「小企」）。
在八幡知道餅乾之事以及自己就是狗主人後，遭八幡誤會自己所展現的友情，只是為了救狗和車禍之事給予感謝與同情，因此開始被八幡迴避，兩人的相處因而一度變得尷尬，後來在雪乃的解釋下，三人的關係才回到正常。
喜歡著比企谷八幡。在文化祭時，向八幡表示會等待雪乃能信任並能依靠自己的時候到來，但對再等待也沒有用、無可救藥的傢伙，自己不會再等下去，而是主動出擊。
修學旅行前，執意請求雪乃和八幡接受戶部的告白委託。在學生會長選舉事件中，展現了自己會為了維持侍奉部的關係而傾盡全力的意志。在聖誕晚會結束，眾人準備散會時，收到八幡贈送的藍色髮圈作為聖誕禮物。
小说第11卷末，試圖在和雪乃的對話中誘導雪乃的答案，但被八幡以「必須由雪之下自己的意志決定」給打破，對八幡的反應並不意外。
小說第12卷末，知曉八幡預備介入畢業舞會的籌辦、幫助雪乃時，不自覺的落下了淚水。間章中，在雪乃的玩偶堆裡，發現了一張遊樂園的紀念照片，自述自己其實並不想要所謂的真物。
小說第13卷中，向陽乃明確的表明了自己行動的原因並非「依賴(共依存)」，而是對於八幡的「喜歡」。這是因為「不僅僅是胸口、也不僅僅是心。是所有、是無處不在的痛」，所以切實地明白的感情。
小說第14卷中，在總武高中結業典禮後，意外等到正要回家的八幡，因在校物品頗多，請八幡幫忙載一段路，兩人在公園稍做休息，也從八幡口中得知他自己對於雪乃的憧憬與態度，表面上支持八幡，但在兩人各自回家後，在家的玄關前，終因無法向八幡表達自己喜歡他的心意而止不住淚水，在母親懷裡痛哭失聲，這段戀情已然無望，在聯合舞會開場前，一色伊呂波自己耳邊悄聲說:「法律有規定不能喜歡有女朋友的人嗎？」，似乎有些猶豫，之後雖然喜歡著八幡卻想與雪乃維持感情。
形象動物是「狗」、姓氏取自鐮倉市相模灣的海岸「由比濱」。
《這本輕小說真厲害！》女性角色排名2014年獲得第四名、2015年獲得第三名、2016年獲得第四名。
平塚静（Hiratsuka Shizuka，聲：柚木涼香）
侍奉社和學生會的顧問。總武高中的國語教師，也負責擔任生活指導老師。生日不詳，年齡不詳，A型。
專長是格鬥技，常用來對付比企谷八幡。喜歡吃肉、喝啤酒、抽菸、看漫畫、開車兜風、说些过时的老梗，所以當這些梗被八幡理解时会非常兴奋。對有關年齡和未婚的話題相當感冒，但卻常常在對話中不小心透露出自己的年紀跟未婚的事實。有时被称为「静可爱（しずか-わい）」。
雖然常對八幡暴力相向，但實際上卻非常關心他，同時也非常的溫柔，只是不常表現出來。强迫八幡加入侍奉社，才有了本作的故事。在輕小說的第1卷第3章中，被八幡形容為「胸部像大人，性格卻像小孩」。八幡曾表示「没选择你的人完全是没眼光」，使得本人害羞脸红。還曾被八幡認為是做好心裡準備要娶的人。
小說第12卷中，揭露了因日本教師在公立學校教書有服務年限，所以即將被調走的情況。在離開之前最後一次與八幡兩人相處時表示喜歡八幡(指稱讚八幡是自己帶過最優秀的學生)。
經常自稱為二十多歲，但是從其口中說出來的任何事物（包括漫畫）幾乎都是「古早」，甚至現已無人聽過的東西（如哥爾特9）。在小說第9卷得知有一黑色轎跑的愛車，動畫版為紅色。從動畫版的外型，和原作小說的敘述可知其座駕為超級跑車阿斯頓馬丁(Aston Martin Vantage)。
形象動物是「狼」、姓氏取自平塚市。
第一季中自己的角色歌因為曲風過老(演歌)，而被觀眾吐槽說她暴露自己的年紀了，最後的歌詞就是一直常常說的.......「好想結婚」。

#### 2年F班
戶塚彩加（Totsuka Saika，聲：小松未可子）
比企谷八幡的同班同學，網球社社長。17歲，5月9日生，金牛座，A型。喜歡吃蔬菜。
性別為男性，但然而肌膚相當的雪白，手臂、腰和腳也很細，並有著可愛的臉蛋，外表舉止看起來像是可愛的美少女，但由於自己的純潔和無意識，经常令八幡怀疑自己的性取向；本人不喜歡被別人說像女生。
性格坦率和善、純真溫柔，在作品裡屬於性格較正常的人。相當的受歡迎，被部分的女生稱為「王子」；男生的朋友很少。除了網球社以外在其他的社團也擁有相當的知名度。與結衣從以前就很要好的樣子，被由比濱結衣以「小彩」稱呼。
其實從高中一年級開始就跟八幡同班，不過到了二年級通過網球的話題才與八幡第一次對話，接近八幡後變得常在一起行動。是現在教室少數與八幡對話的同學，把八幡當作好朋友，非常珍惜與八幡的友誼關係，也是同學中少數以名字稱呼八幡的人。
多數在八幡失落或比較失意的時候出現，當八幡與結衣和雪之下雪乃各自鬧矛盾的時候，透過陪他去玩電玩、陪他去吃飯等行動來解放八幡的情感。使八幡振作起來。
形象動物是「兔子」、姓氏取自橫濱市戶塚區。
《這本輕小說真厲害！》2015年男性角色排名獲得第九名。
川崎沙希（Kawasaki Saki，聲：小清水亞美）
比企谷八幡的同班同學，回家社。17歲，10月26日生，天蠍座，A型。
是個典型的傲娇，外在的個性相當孤僻冷漠，给人有不良少女的印象，但其實也有小女人、柔和的一面。屬於被人拜託不會拒絕的老好人。善長於修改、製作衣服，喜歡和食與蛋料理，對貓毛過敏。曾被八幡偷看、联想自己穿着的黑色蕾丝内裤。姓氏常常被八幡忘記，有跡象表明是故意的。
由於家長時常加班的因素，一直肩負著照顧家中三個弟妹的責任，因此對家庭相當地關心。因為學費問題被八幡解決而和小町撮合。是目前少數『秒殺』導師平塚靜的人，因為平塚希望沙希能早點回家，不然父母會擔心，被沙希以「老師您既然要感受父母心，不如趕快結婚生子」直接瞬殺。
在文化祭活動快結束八幡在尋找相模時，提供了八幡線索，八幡就以對材木座義輝提供線索後所說過的「愛死你了」來當作他的感謝話，但卻因此陷入混亂，之後便在意著八幡。於第10卷被八幡叫成「沙沙（さーちゃん）」，甚至還會臉紅。
在文化祭被海老名姬菜发现制作服装才华并熟络起来后，被海老名叫做「沙希沙希（さきさき）」，沙希本人不太喜欢海老名这样称呼。修學旅行時和三浦優美子等人一組。與極相似的性格反而導致時常和三浦發生小衝突。
形象動物是「山貓」、姓氏取自川崎市。
葉山隼人（Hayama Hayato，聲：近藤隆）
比企谷八幡的同班同學，葉山現充集團首領。17歲，9月28日生，天秤座，B型。喜歡吃義個性，各方面都很完美；跟八幡相比可說是如同光譜兩端一般的人。母親是醫師，父親則是雪之下家的公司擔任法律顧問。
班上的核心人物，足球部的王牌，也是下任隊長候選人，在三年級引退後正式成為隊長。學業、運動、相貌、家世兼優。和雪之下雪乃讀同一所小學，對於雪乃的過去算是最了解的人。
儘管是班上的核心人物，卻不是個擅長處理複雜人際關係的人，在要下決心時偶爾會顯得有些優柔寡斷。
對任何人都非常友善，但曾坦言自己大概無法和八幡搞好關係，話雖如此其實很多時候都有把八幡當作朋友看待。雖然平時和其他同學一樣把「比企谷」稱為「比企鵝」（台灣電視版譯作「北企谷」），但其實是知道八幡姓氏正確唸法的。在林間學校旅行時，葉山曾語焉不明地以代名詞「她」而談到一名女性，葉山認為「她」之所以會親近八幡、對八幡感興趣，和八幡這個人思考事情的方式有關。
曾被戶部翔詢問喜歡的人時，透露其人首字母為「Y」（一般認為指的是雪之下陽乃）。
在志願選填、馬拉松活動的期間裡，被捲入了和小時候相似的流言中，同時拒絕向任何人透露自己的志願，後在長跑活動中被八幡攀談自己的志願，期間袒露了自己是討厭八幡的，根據當時的情況推測，應該是八幡做到了葉山無論怎樣都做不到的事情，而讓葉山感到自己不如八幡。同時也被八幡在聚會中說「我也討厭你」（就算之前所有人都對你抱有期待，現在還是有不會對你抱有期待的人存在）。
在長跑中途的攀談結束前，否決八幡要他選填理科的要求，以“自己會成為所有人期望的葉山隼人”做出了自己的決定，並重新邁開腳步超前眾人，奪得長跑活動的冠軍。總是被大家所期待著，為了大家而做出最「適合」自己的選擇，是屬於「大家」的葉山隼人。
在與八幡的對話中，以近乎嘆息的方式認可了雪乃的進步。
小說第12卷中，開始認為侍奉社三人的關係也能夠有所成長。在小學時，曾對被孤立的雪乃提供協助，但因為其抱著半吊子的心態，反而導致事情惡化。並以此警告八幡不要犯相同的錯誤。在故事中，拒絕向八幡提供包含出借名字在內的任何協助，但承諾默許社團部會成員提供協助。
獨白自述揭示了雪之下陽乃其實憎恨著自己(其本人否認)。
形象動物是「隼」、姓氏取自葉山町。
三浦優美子（Miura Yumiko，聲：井上麻里奈）
比企谷八幡的同班同學，三浦現充集團首領。17歲，12月12日生，射手座，B型。喜歡吃壽司及昂貴的料理。
金髮波浪捲，五官端正，穿著相當花俏顯眼的女學生。是君臨全年級女生之上，儼然女王般的存在(八幡私下稱呼其為「獄炎女王」)，本人稱呼八幡為「自閉鬼（ヒキオ）」。和葉山隼人等人關係良好，對葉山抱持著強烈的好感。
初中是網球社成員，曾被選拔為網球隊的縣代表。據八幡觀察只和看得順眼，且外貌有程度以上的女生來往。然而儘管平時對朋友表現愛理不理的態度，卻出乎意料地很會照顧人（主要是由比濱結衣和海老名姬菜）。
性格相當的桀傲不馴，平時沒有多少交集的人不會主動接近，但對靠近自身交友圈的外人會表現出相當苛刻的態度，使閒雜人等對其敬畏三分，除了讓結衣等人作為可靠的靠山之外，「女王」的形象也漸漸在校園中傳開。
自從得知葉山與雪乃為青梅竹馬後，開始對雪乃產生複雜的對抗心理，但每次的針鋒相對幾乎都是佔下風，於小說第4卷中甚至被雪乃氣哭，讓八幡相當吃驚。後來被結衣發現其實是內心很柔軟的人，而外在和內在的反差正是她的可愛之處。
雖然對於和葉山的單戀相當地執著，但卻也因完全不了解葉山對自己的看法，而對追求的行動畏畏縮縮，小說中當發覺和葉山有關的「緋聞」時都會相當動搖，小說第8卷時更曾因類似的事件而消沉了好一段時間。明确知晓一色伊呂波喜欢叶山，因而视之为极大竞争对手并抱有敌意。
形象動物是「老虎」、姓氏取自三浦半島、三浦郡、三浦市。
海老名姬菜（Ebina Hina，聲：佐佐木望）
比企谷八幡的同班同學，三浦現充集團成員。17歲，7月14日生，巨蟹座，AB型。喜歡吃醬菜。
有著及肩的黑髮、方框眼鏡及整潔文靜的氣質，和圖書館管理員的形象相當合適，自稱是一名腐女，偶爾提到BL話題時會不自主的失控，甚至發出"腐腐腐腐"的笑聲，雖然對自己的喜好毫不隱暪甚至大肆宣揚，但其實心底裏對此有一定的劣質感，也因此而拒絕和旁人有過深的交往，但被三浦優美子拖進人群之中，對目前得來不易的關係感到滿足，並不希望失去。
本身相當地精明幹練，有著難以察覺的驚人感知，看人的眼光非常準確，在小說第6卷文化祭時主導2年F班的校慶表演，同時兼任導演、舞台指導、編劇及人事籌劃的職責，運用創新的劇本及完美的角色分配帶領班級獲得空前成功。
小說第7卷中告白委託的核心人物，本質上和八幡十分相似，曾表明"既無法理解其他人，也不願被其他人理解"。在第七集的表現相當於對應八幡的角色，在卷末提到"所以，我最討厭自己了"，指的是討厭忽略別人想法(戶部的告白)，就算說謊，就算欺騙其他人，也想要維持現狀的自己，和八幡的心境不謀而合。當戶部打算向自己告白卻搶先被八幡告白之後，藉回應八幡的「告白」指出自己完全沒有交男朋友的打算，避開了所有人的尷尬。事後向八幡表示謝意，並表示如果對象是八幡搞不好能順利交往。
形象動物是「綿羊」、姓氏取自海老名市。
戶部翔（Tobe Kakeru，聲：堀井茶渡）
比企谷八幡的同班同學，葉山集團成員，足球社社員。留著一頭橘色長髮用髮箍束起來，喜歡的食物是全家的炸雞。是一位很會炒熱現場氣氛的人，不時會說冷笑話緩解尷尬氣氛，然而對於不那麼喜歡說話的人眼中反而顯得吵鬧，且內心似乎相當脆弱。
對海老名姬菜抱有好感，賭上一切打算告白而委託侍奉部，但在告白時被八幡搶先。因為表面上海老名是拒絕八幡的告白，而得以避開日後和海老名之間的尷尬。
形象動物是「鸚鵡」；姓氏取自橫濱市西區的戶部町。
大和＆大岡（Yamato＆Oooka，聲：川原慶久＆白石稔）
比企谷八幡的同班同學，葉山集團成員。大和為橄欖球社社員，被葉山隼人描述為一名溫和穩重、寡言謹慎且善於傾聽的人。大岡為棒球社社員，被葉山描述為一名很好親近、樂於與他人站在同一陣線的人。
姓氏分別取自大和市及橫濱市南區大岡町。
相模南（Sagami Minami，聲：壽美菜子）
比企谷八幡的同班同學，為班上第二集團的中心人物。曾任文化祭和體育祭執行委員長。對三浦優美子帶有妒忌心，瞧不起八幡。17歲，6月26日生，巨蟹座。
文化祭時因葉山隼人薦舉，與八幡一同擔任班級的執行委員，為使自己更有價值，確認自己優越的地位，在第一次執行委員會議時自薦為執行委員會的主任委員。受到雪之下陽乃有意無意的鼓勵下，作出執行委員應該要同時兼顧班級活動的決定，因而導致執委會人力不足，在破窗效應下造成於中期對執委會人員及士氣的毀滅性壓力。在文化祭閉幕式前躲藏起來，此時被八幡找到，並冷嘲熱諷一番。
體育祭時基於改善班上氣氛，由三浦委託侍奉社，然後在侍奉社以及葉山勸說下，接下體育祭主任委員。由於屬於學生會組成的決策組，與處於現場組的優子與遙有立場上的衝突，因此產生距離感和嫌隙。優子與遙藉由散佈之前文化祭時相模的不良紀錄，使現場組對決策組產生不信任，並從剛開始的態度不佳漸漸演變成看似是提出建議、實則為抗命的杯葛，且現場組對自己的敵意處理失當，使得決策組被現場組捉住把柄而無法建立上對下的指揮系統，嚴重影響體育祭準備工作，到後期甚至將對相模的不滿轉移到整個決策組，讓決策組面臨體育祭可能失敗的危險，最後拋棄八幡的理智論，以自身的感情解決。
曾被八幡多次形容為最接近人類本性的人，還被八幡形容「毫無長進」。
姓氏取自相模灣。
優子&遙（Yukko & Haruka，聲：櫻川惠&井上美樹）
比企谷八幡的同班同學，相模集團成員。在文化季成為執行委員，於閉幕式前和葉山隼人一起找尋相模南。體育祭時為社團推派代表而加入現場組，和相模處於對立位置，並散佈相模於文化祭時發生的問題，造成體育祭委員會失和狀況。

#### 其他學生
材木座義輝（Zaimokuza Yoshiteru，聲：檜山修之）
總武高中2年C班，17歲，11月23日生，射手座，AB型。戴著方框眼鏡身形略腫，看似老成的白髮大漢，愛吃炸物。
中二病患者，因為同名而設定自己是室町幕府的第十三代將軍足利義輝，視比企谷八幡為同伴，原因是兩人在二班聯合的體育課自由分組中都找不到同伴，最後才分為一組，但经常遭到八幡的忽视。因為自己的角色設定，即使是在盛夏仍穿長袖大衣及無指手套。以成為輕小說作家為目標而持續創作著，覺得自己因為喜歡而寫的作品能被他人觀看是相當棒的事情，雖然內容時常被八幡批評，但依然沒有輕易放棄，因而被八幡認定擁有「作家病」。
容易因當下目標出乎自己預料的困難而轉換目標。對中二的舉止毫不掩飾，由於行為時常不看場合破壞現場氣氛，故在故事中不被大多數角色所喜愛。話雖如此，在本作中仍時常對八幡遭遇的困難不遺餘力地幫助，也是少數以名字稱呼八幡的人。除此之外時常出沒在千葉知名的遊樂場。
形象動物是「熊」、姓氏取自鐮倉市的材木座海岸。
城廻巡（Shiromeguri Meguri，聲：淺倉杏美）
故事中前期總武高中的學生會長，三年級，與雪之下陽乃相識。18歲，1月21日生，水瓶座。對待周遭的人很溫和，得到全體學生會成員的敬愛。本身並沒有出色的工作能力，但具有強烈的個人魅力，足以讓學生會成員對其忠誠，甚至被比企谷八幡吐槽是忍者部隊。小說第八集與動畫第二季卸任學生會長一職。
姓氏取自鐮倉市內的一處地名。
一色伊吕波（Isshiki Iroha，聲：佐倉綾音）
本作女主角之一
比企谷八幡的學妹。總武高中1年C班，故事後期總武高中的學生會長，足球社的經理。16歲，4月16日生，白羊座
習慣對其他人展現出可愛的一面，希望能獲得互動的對方的好感。對於感興趣的事情充滿積極進取的態度，相反地，在面對不感興趣的事情時，則表現出十分明顯地興致索然。雖然維持著耍弄小聰明的性格，但在學生會的辦事方式有遵循著八幡的「教誨」而順利運轉著機能。被葉山隼人認為是八幡罕見不會修飾言行對待的人，但八幡認為那是因為沒有裝表面功夫的價值。
在學生會長選舉期間，遭人陷害參選乏人問津的學生會長，而由平塚靜與城迴巡陪同向侍奉社求助，希望能在退出學生會長選舉的同時保住面子。後來八幡利用一色當時對葉山的好感，連哄帶騙說服她成為學生會長。剛成為學生會長時，由於副會長等大部份學生會成員都為二年級的學長姊，且尚未熟悉身為學生會長的身份和責任，導致與學生會的成員存在隔閡，使學生會不能有條不紊地運作。在聖誕活動後漸漸找出和成員之間理想的相處方式，而成為一名稱職的學生會長。
聖誕活動期間，不小心在侍奉社門外偷聽到八幡表白對「真物」的追求後，同樣對「真物」有了憧憬。之後下定決心和葉山在得士尼樂園表明心意，遭到拒絕。最初對葉山抱有好感（但在小說第9卷中，葉山向八幡表示其感情所指向的並不是他）。從接受八幡的協助過程中，逐漸對八幡產生好感，尤其在遊樂園向葉山告白失敗後更加明顯。之後時常出現在侍奉社，並相當依賴八幡。以八幡的好意調侃八幡，先後七次當場拒绝八幡類似「告白」的語氣（八幡根本沒有要告白的意思），拒絕的內容和理由也由一開始的不可能轉變為請之後再來。
被八幡以「不可愛的小町、劣化版的陽乃、冒牌的巡學姊、超級強化版的相模、同樣類型的折本」來對應的「鬼靈精、外表跟算計、溫和的印象、想受寵愛的印象、賦予自己角色」的個性，被八幡認為性格差勁得要命，程度僅在他之下，但也因此讓八幡湧起強烈的親切感，並戲言說不定一個不小心還會有喜歡的感覺。對八幡了解的程度讓八幡驚嘆地表示已經可以獲得「比企谷鑑定三級證書」。
小說第10.5卷中，成功地把八幡以工作名義騙出來進行在第10卷的約會委託。其後用「威脅」的方式讓八幡勸說侍奉社幫其完成情報誌，在過程中還被雪之下和由比濱看到兩人約會的照片。八幡曾為自己辯解妹控指控時，無意中顯示出其為三個女主角中，唯一在生日到來之前就被八幡明確記住生日月份的女主角。後在料理教室上私下為八幡送上巧克力，並要求八幡別告訴其他人，不然就麻煩了。
小說第12卷中，為了挽回某個機會，向侍奉部提出了協辦舞會的要求，而且是勢在必行。
小說第13卷中，透露了是想好好地將八幡、雪乃、結衣、葉山、戶部翔等前輩好好送出去，所以才從現在開始布局。
由故事中確認了自己在八幡的眼裡只佔了很小的一部分，並為此感到煩躁。
形象動物是「雪貂」。姓氏取自三浦郡葉山町或中郡二宮町的地名。
《這本輕小說真厲害！》女性角色排名2016年獲得第三名。
本牧牧人&藤澤沙和子（聲：工藤雅久&櫻川惠）
總武高中二年級生，本牧為學生會副會長；藤澤為學生會書記（皆於第8卷後上任）。
姓氏分别取自神奈川县横滨市中区本牧町以及藤泽市。
秦野&相模（Hatano & Sagami，聲：阿座上洋平&土屋神葉）
總武高中一年級生，遊戲社成員。據材木座所言對格鬥遊戲相當在行，某次在遊樂場中和材木座發生摩擦，為之後侍奉社活動的當事人。
小說第十三卷中，確定相模與相模南為姐弟關係。
城山&津久井&藤野（Shiroyama & Tsukui & Fujino）
只於小說7.5卷中登場。柔道社成員，迫於柔道社的存亡危機而前來侍奉社。

### 家族

#### 比企谷家
比企谷小町（Hikigaya Komachi，聲：悠木碧）
比企谷八幡的妹妹，喜歡做菜與整理家務，與八幡一樣有呆毛。故事開始時是初中3年級的學生，故事後期已升入總武高中就讀。15歲，3月3日生，雙魚座，O型。愛吃肉。
在感情上是八幡的助推器，在家中擔任著為兄長排憂解難的角色，偶爾也會與八幡吵架，但很快又會和好，小時候回家時常常家裡都沒有人，因此離家出走，後來被八幡找到，從此之後八幡就比小町早到家；然而其實是八幡沒有朋友，放學後無事可做就直接回家之故。
在家中備受父母疼愛。非常受到父母的寵愛甚至可以說溺愛。特別是父親，曾經在寵物展上打電話，只是為了叫來付錢買貓。和父親吵架後，父親只會單方面求和，母親做中間人。八幡的地位和待遇則比較可憐（家貓>小町>媽媽>爸爸>八幡）。
心中尊敬著八幡，常常對八幡說出體貼的話或做出體貼的舉動，但馬上會說出「這句話是為小町加分用的」來掩飾自身的害羞，曾被雪之下雪乃以「真不愧是兄妹」評論。對哥哥的人際關係非常關切，特別是八幡身邊的女生。暱稱材木座為「中二哥」，分別以「雪乃姐」和「結衣姐」稱呼雪乃和由比濱結衣。
和哥哥八幡一樣，很多時候習慣獨自一個人，但和八幡不同的是很擅長與人相處。雖然經常表現出兄控的言行，實際上非常為了哥哥的幸福著想，經常積極地把哥哥和雪乃、結衣等各種女生撮合在一起，在這方面表現地十分機敏。
在小說第11卷结尾參加總武高中的入學考試，第12卷中確認已經考上總武高中。其思想漸趨成熟，此外為向八幡表示感謝，向其行極為端莊的「三指禮」。
形象動物是「狸貓」。名字取自鎌倉市鶴岡八幡宫前的小町大道與地名。
比企谷母親
比企谷家的母親，是名上班族，曾因時常需要加班到很晚，而讓小時候的小町離家出走過。為家中的實際管理者，大小財政支出都由母親負責。生活上給予八幡相當程度的自由空間，且基本不插手八幡的課業和交際，是八幡很尊敬的人。時常在外面買品味相當奇特的服飾給八幡。另外有起床氣。
比企谷父親
比企谷家的父親，是名上班族，曾因時常需要加班到很晚，而讓小時候的小町離家出走過。非常溺愛小町，甚至因此而和八幡有敵視的情節。時常警惕八幡出社會後會遇到的各種詐騙手法和桃色陷阱，據八幡所述幾乎每個都是父親的親身經歷，時常讓母親頭痛不已，常被八幡說成一個廢人和社畜。
鎌倉/小雪（雪洞，聲：櫻川惠）
比企谷家飼養的貓，喜歡窩在客廳暖爐桌旁。

#### 雪之下家
雪之下陽乃（Yukinoshita Haruno，聲：中原麻衣）
雪之下雪乃的姊姊，總武高中畢業生，比八幡等人大三屆。20歲，7月7日生，巨蟹座，B型，喜歡吃垃圾食物。
曾是平塚靜老師的學生。暱稱平塚為「小靜」。現在是在本地的（小說提到在西千葉站附近，應為千葉大學）國立大學的理工系學部就讀。經常逗弄比企谷八幡，但也總被八幡直接無視。各方面表現都在雪乃之上（特別是社交能力和胸部）的姿容端麗的完美超人。因父親之故常常參與社交場所，負責分擔家中的一部分對外場合，練就的出色禮儀完全隱藏她的真實想法，常常讓人即使到了最後也不知道她怎麼想。
在外表現出非常完美的待人接物的態度，除了熟知她的背景的雪乃之外幾乎能爭取到任何人的好感，而八幡則抱持着「自己不會遇上理想的女性」的確信認知到陽乃自己的真實。是母親傾盡全力灌注栽培的嫡長女，也因此讓身為妹妹，且能力略遜一籌的雪乃一直生活在她的背影之下，並深受影響。
看似對雪乃異常苛薄，以捉弄她或觀賞她追逐自己的背影為樂，然而實際上對雪乃十分溺愛，期許她能走出自己的陰影之下，而以自己的方式推動著雪乃，並因認為有明確的敵人才會使人勵精圖治，而時常對雪乃扮演黑臉。對一直憧憬着自己的妹妹頗為愛惜，但方法實際上又教人摸不着頭腦。在和八幡初次見面時已知曉車禍的事情。也完全看透侍奉社三人的關係，曾一針見血地向八幡問：「這就是你要的真物嗎」，令侍奉社三人開始重新思考三人之间的關係。
小說第12卷中，聽完雪乃的自述後，做出會幫忙說話的承諾。第13卷中受八幡所託秘密散佈「舞會第二計畫」的消息，間接迫使母親出面直接與八幡交涉。
形象動物是「獅子」。
雪之下母親（聲：井上喜久子）
陽乃和雪乃的母親。擁有壓倒性的魄力。外表和氣質上和雪乃很相似，但感性部分上卻更像陽乃。性格強勢，是個說一不二的人，為陽乃所敬畏，亦是性格倔強的雪乃的死穴。導致雪乃決定獨居而搬出老家，而後認為雪乃還不夠成熟，而要求雪乃和陽乃同居以便陽乃就近監督，至今依然無法相互諒解。
在小說第十四卷中，對於敢向雪之下家挑釁的比企谷八幡有不錯的印象，在雪乃與八幡交往後，吩咐雪乃帶八幡回雪之下家共進晚餐。

#### 由比濱家
由比濱母親（聲：大原沙耶香）
由比濱結衣的母親，性格活潑，給人一種穩重而平和的氣質，對比企谷八幡過於熱情的態度讓結衣非常難為情。但臉上的童顏又顯得很年輕，和藹的笑容以及完美的身材能感到結衣母女的相似之處，和結衣之間的母女關係也讓雪乃相當羨慕。
小說第十四卷中，八幡在結衣家做完水果塔後，結衣母親問八幡說是否要留下吃晚餐，八幡推辭之時，結衣母親:「可是我已經煮好了唷~」，意外有著先下手為強的一面。
莎布雷（酥餅，聲：悠木碧）
由比濱家飼養的狗。

#### 川崎家
川崎大志（Kawasaki Taishi，聲：村瀨步）
川崎沙希的弟弟，非常關心姐姐。小町的同學，叫比企谷八幡「哥哥」，不過不被八幡領情。小說第12卷中，正式考上總武高中。
川崎京華（Kawasaki Keika，聲：淺倉杏美）
川崎沙希的幼妹，就讀幼稚園，如沙希沒事時由沙希接回家。非常喜歡比企谷八幡，稱呼他為「八八」，對八幡完全不設防的態度導致沙希有點不知所措。於小說第11卷中送給八幡自製的巧克力（裡面混入了沙希做的）。

### 其他人物

#### 海濱綜合高中
原型為千葉県立幕張総合高等学校 （ちばけんりつ まくはりそうごうこうとうがっこう、英:Chiba Prefectural Makuhari General High School）。
折本佳織（Orimoto Kaori，聲：户松遥）
海濱綜合高中學生。比企谷八幡的國中同班同學，曾經被八幡以郵件告白，後來此事在班上傳開，被班上的人當成笑話看待。性格上屬於口無遮攔的類型，在部分男生眼中可能視為豪爽健談。
在小說第8卷中，和同學仲町千佳無意間與八幡巧遇，由於仲町對葉山隼人有好感，兩人向八幡打聽葉山消息時剛好雪之下陽乃在場，於是陽乃當場找來葉山，並訂下約會約定，然而在和八幡、葉山的四人約會中，不時地嘲笑八幡，最後被葉山嚴厲地指責並刻意安排下見到雪之下雪乃以及由比濱結衣，四人約會以不歡而散收場。
在小說第9卷中，兩校聯合聖誕晚會籌備時再度與八幡相遇，態度已經有所收斂，後期對八幡表示他變得不少。
每次開會的台詞幾乎都是附和。
中文版名字翻譯最初為香織，但後來因作者要求，改為佳織。姓氏取自橫濱市都筑區內的地名。
仲町千佳（聲：藤田咲）
海濱綜合高中學生，折本佳織的同學。對葉山隼人有好感，兩人向比企谷八幡打聽葉山消息時剛好雪之下陽乃在場，於是陽乃當場找來葉山同時，並訂下約會約定。然而在約會中，隨著折本不時地嘲笑八幡，而八幡又未有表不滿，其後也一同取笑八幡，最後被葉山嚴厲地指責，並刻意安排下見到雪之下雪乃以及由比濱結衣，四人約會以不歡而散收場。
玉繩（Tamanawa，聲：日野聰）
海濱綜合高中的學生會長，經常在對話中夾雜英文單字和不明意義的手勢，被比企谷八幡稱為「高意識系」。對折本佳織有好感。姓氏取自鐮倉市城廻內的玉縄城跡。

### 小學生
鶴見留美（Tsurumi Rumi，聲：諸星堇）
小學六年級生，林間學校旅行遇到比企谷八幡的少女，思想較為早熟。
小說第4卷中，因被學校的女生同學組成的小團體所排擠，因侍奉部與現充團體的做法破壞周遭小團體的人際關係，使自身不再遭受小團體的排擠。小說第9卷中，與其他小學生協助總武高與海濱高的聯合聖誕活動，在活動當天演出完麥琪的禮物後，露出使八幡感到溫暖的笑容。
在佳月玲茅在Twitter上所畫的外傳四格中，已經升為高中生，依然不擅長應對人群，希望八幡再次出現來改變自己，而意外的是，八幡疑似成為她們班的實習老師，且對她們的班導出言不遜而再度被揍(猜測揍的人是平塚老師)。
姓氏取自橫濱市鶴見區。
由香&仁美&小森&優子（聲：木戶衣吹&山崎惠理&白石晴香&櫻川惠）
已上4名為小學六年級，留美的同級生。於小說第4卷小學露營活動中首次出現，與留美分到了同一小組。

## 作風
這是描述一部高中生活中的愛情喜劇作品，講述一個不思議的高中生，他從不想交朋友，總是一個人，直到被看不下去的老師強迫加入了一個名為「奉仕部」的社團後的高中生活。這部作品是渡航繼《あやかしがたり》後的第二部作品，也是他的第一部愛情喜劇作品。以平坂讀《我的朋友很少》的「残念系喜劇」作為目標而撰寫，日版第1卷書腰帶有平坂讀的推薦文。
最初的暫定標題是「我的青春愛情喜劇哪有錯」（日语：俺の青春ラブコメが間違っている件）。正式標題「果然我的青春愛情喜劇搞錯了。」包含句點共有20個字，非常長，因此作者在他的官方Twitter帳戶上徵集簡稱，但直到2018年為止，官方簡稱尚未確定，作者使用了收到的簡稱中的或，在電視動畫中簡稱為或。
原本預計只在第1卷結束，但由於其受歡迎的程度超出預期，決定繼續寫下去。到第10卷時，作者表示「我根本沒有想過。因為原本是以第1卷完結為前提，聽說可以寫續篇就趕忙粗略地思考了大約到第6卷的故事大綱。但構想中的結局場景已經浮現了」。
由於作者本人是千葉縣出身，因此作品中出現了許多與千葉有關的事物。然而，所有登場人物的名字都是來自神奈川縣的地名。

## 評價

### 銷售
截至2019年12月，全世界累計發行量已突破1000萬本。截至2022年10月，全球原作相關書籍總發行量已超過900萬冊。

### 獎項
- 獲第一屆《店員最愛輕小說大賞》第二位[9]。
- 于2014年（第10回）至2016年（第12回）《這本輕小說真厲害！》連續3年作品第一名，打破由本作以及《刀劍神域》保持的連續兩年冠軍的記錄，進入該排行榜殿堂級作品之列，達成史無前例的三連霸。
- 主角比企谷八幡與雪之下雪乃分别在2015年《這本輕小說真厲害！》年度男女角色人氣排行中居首位，其中比企谷八幡是史無前例地獲得2014至2016連續三年男性角色人氣排行首位。[10][11][12]
- 在讀賣新聞社主辦的2015年SUGOI JAPAN Award「最想向海外介紹的日本流行文化」評選，榮獲輕小說部門首獎。[13][14]

| 書名                       | 年度作品 | 年度男性角色                            | 年度女性角色                                                   | 年度插圖家        | 參考資料 |
| -------------------------- | -------- | --------------------------------------- | -------------------------------------------------------------- | ----------------- | -------- |
| 《這本輕小說真厲害！2012》 | 第十五名 | 不適用                                  | 不適用                                                         | 不適用            | [ 15 ]   |
| 《這本輕小說真厲害！2013》 | 第六名   | 第四名（比企谷八幡）                    | 第八名（雪之下雪乃）                                           | 第六名（ponkan⑧） | [ 16 ]   |
| 《這本輕小說真厲害！2014》 | 第一名   | 第一名（比企谷八幡）                    | 第二名（雪之下雪乃） 第四名（由比濱結衣）                      | 第二名（ponkan⑧） | [ 17 ]   |
| 《這本輕小說真厲害！2015》 | 第一名   | 第一名（比企谷八幡） 第九名（戶塚彩加） | 第一名（雪之下雪乃） 第三名（由比濱結衣） 第八名（比企谷小町） | 第一名（ponkan⑧） | [ 18 ]   |
| 《這本輕小說真厲害！2016》 | 第一名   | 第一名（比企谷八幡） 第八名（戶塚彩加） | 第二名（雪之下雪乃） 第三名（一色伊呂波） 第四名（由比濱結衣） | 第一名（ponkan⑧） | [ 19 ]   |
| 《這本輕小說真厲害！2017》 | 未參加   | 第四名（比企谷八幡）                    | 第四名（雪之下雪乃）                                           | 第六名（ponkan⑧） | [ 20 ]   |
| 《這本輕小說真厲害！2018》 | 未參加   | 第二名（比企谷八幡）                    | 第六名（雪之下雪乃） 第七名（由比濱結衣）                      | 第四名（ponkan⑧） | [ 21 ]   |
| 《這本輕小說真厲害！2019》 | 未參加   | 第二名（比企谷八幡）                    | 不適用                                                         | 不適用            | [ 22 ]   |
| 《這本輕小說真厲害！2020》 | 未參加   | 第四名（比企谷八幡）                    | 不適用                                                         | 不適用            | [ 23 ]   |
| 《這本輕小說真厲害！2021》 | 未參加   | 第三名（比企谷八幡）                    | 不適用                                                         | 不適用            | [ 24 ]   |
| 《這本輕小說真厲害！2022》 | 未參加   | 第三名（比企谷八幡）                    | 第三名（雪之下雪乃）                                           | 不適用            | [ 25 ]   |

## 出版書籍
日文版由小學館出版，繁體中文版由尖端出版代理，簡體中文版由力潮文创代理安徽少年儿童出版社出版。本作也是轻小说中少有的在中国大陆正式出版发行的作品。
| 集數 | 小學館         | 小學館                                                            | 尖端出版       | 尖端出版                                                        | 安徽少年儿童出版社 | 安徽少年儿童出版社     | 安徽少年儿童出版社                 | 安徽少年儿童出版社      | 封面人物               |
| 集數 | 發售日期       | ISBN                                                              | 發售日期       | ISBN／EAN                                                       | 单行本             | 单行本                 | 典藏版                             | 典藏版                  | 封面人物               |
| 集數 | 發售日期       | ISBN                                                              | 發售日期       | ISBN／EAN                                                       | 發售日期           | ISBN                   | 發售日期                           | ISBN                    | 封面人物               |
| ---- | -------------- | ----------------------------------------------------------------- | -------------- | --------------------------------------------------------------- | ------------------ | ---------------------- | ---------------------------------- | ----------------------- | ---------------------- |
| 1    | 2011年3月18日  | ISBN 978-4-09-451262-5                                            | 2012年10月29日 | ISBN 978-957-10-5016-4                                          | 2013年6月          | ISBN 978-7-5397-6688-1 |                                    | ISBN 978-7-5707 -2396-6 | 雪之下雪乃、比企谷八幡 |
| 2    | 2011年7月20日  | ISBN 978-4-09-451286-1                                            | 2013年1月10日  | ISBN 978-957-10-5117-8                                          | 2013年6月          | ISBN 978-7-5397-6689-8 | 由比濱結衣、比企谷八幡             | ISBN 978-7-5707 -2396-6 |                        |
| 3    | 2011年11月18日 | ISBN 978-4-09-451304-2（通常版） ISBN 978-4-09-451307-3（特装版） | 2013年3月22日  | ISBN 978-957-10-5184-0                                          | 2013年8月          | ISBN 978-7-5397-6774-1 | 雪之下雪乃                         | ISBN 978-7-5707 -2396-6 |                        |
| 4    | 2012年3月16日  | ISBN 978-4-09-451332-5（通常版） ISBN 978-4-09-451333-2（特装版） | 2013年6月21日  | ISBN 978-957-10-5231-1（一般版） EAN 471-7702-25486-5（特装版） | 2013年8月          | ISBN 978-7-5397-6775-8 | 比企谷小町、比企谷八幡、由比濱結衣 | ISBN 978-7-5707 -2396-6 |                        |
| 5    | 2012年7月18日  | ISBN 978-4-09-451356-1                                            | 2013年8月9日   | ISBN 978-957-10-5292-2                                          | 2014年1月          | ISBN 978-7-5397-6866-3 | 戶塚彩加、比企谷八幡、材木座義輝   | ISBN 978-7-5707 -2396-6 |                        |
| 6    | 2012年11月20日 | ISBN 978-4-09-451380-6                                            | 2013年12月13日 | ISBN 978-957-10-5379-0                                          | 2014年1月          | ISBN 978-7-5397-6904-2 |                                    |                         | 雪之下雪乃             |
| 6.5  | 2014年7月22日  | ISBN 978-4094515015（通常版） ISBN 978-4094515022（特装版）       | 2015年2月10日  | ISBN 978-957-10-5859-7（一般版） EAN 471-7702-26445-1（特装版） | 2016年3月          | ISBN 978-7-5397-8720-6 |                                    |                         | 川崎沙希、川崎京華     |
| 7    | 2013年3月19日  | ISBN 978-4-09-451402-5（通常版） ISBN 978-4-09-451403-2（特装版） | 2014年2月6日   | ISBN 978-957-10-5469-8                                          | 2014年4月          | ISBN 978-7-5397-7009-3 |                                    |                         | 由比濱結衣             |
| 7.5  | 2013年8月20日  | ISBN 978-4-09-451434-6                                            | 2014年4月18日  | ISBN 978-957-10-5548-0                                          | 2014年9月          | ISBN 978-7-5397-7520-3 |                                    |                         | 三浦優美子             |
| 8    | 2013年11月19日 | ISBN 978-4-09-451451-3（通常版） ISBN 978-4-09-451453-7（特装版） | 2014年8月8日   | ISBN 978-957-10-5661-6（一般版） EAN 471-7702-26219-8（特装版） | 2014年6月          | ISBN 978-7-5397-7277-6 |                                    |                         | 雪之下雪乃             |
| 9    | 2014年4月18日  | ISBN 978-4-09-451482-7                                            | 2014年11月6日  | ISBN 978-957-10-5781-1                                          | 2015年1月          | ISBN 978-7-5397-7723-8 |                                    |                         | 平塚靜                 |
| 10   | 2014年11月17日 | ISBN 978-4-09-451523-7                                            | 2015年5月21日  | ISBN 978-957-10-5997-6                                          | 2015年6月          | ISBN 978-7-5397-8133-4 |                                    |                         | 雪之下陽乃             |
| 10.5 | 2015年3月18日  | ISBN 978-4-09-451542-8                                            | 2015年8月10日  | ISBN 978-957-10-6052-1（一般版） EAN 471-7702-26839-8（特装版） | 2016年2月          | ISBN 978-7-5397-5702-5 |                                    |                         | 一色伊呂波             |
| 11   | 2015年6月24日  | ISBN 978-4-09-451558-9                                            | 2016年4月14日  | ISBN 978-957-10-6511-3                                          | 2016年2月          | ISBN 978-7-5397-8647-6 |                                    |                         | 由比濱結衣             |
| 12   | 2017年9月19日  | ISBN 978-4-09-451674-6                                            | 2018年2月2日   | ISBN 978-957-107-940-0                                          | 2018年1月          | ISBN 978-7-5397-9916-2 |                                    |                         | 雪之下雪乃             |
| 13   | 2018年11月20日 | ISBN 978-4-09-451762-0                                            | 2019年4月3日   | ISBN 978-957-108-516-6                                          | 2019年8月          | ISBN 978-7-5707-0480-4 |                                    |                         | 由比濱結衣             |
| 14   | 2019年11月19日 | ISBN 978-4-09-451781-1                                            | 2020年5月14日  | ISBN 978-957-108-871-6                                          | 2020年7月          | ISBN 978-7-5707-0771-3 |                                    |                         | 雪之下雪乃             |
| 14.5 | 2021年4月20日  | ISBN 978-4-09-453004-9                                            | 2021年8月20日  | ISBN 978-626-308-971-6                                          | 2022年2月          | ISBN 978-7-5707-1292-2 |                                    |                         | 一色伊呂波             |
| 結1  | 2021年9月17日  | ISBN 978-4-09-453031-5                                            | 2022年7月28日  | ISBN 978-626-338-033-2                                          | 不適用             | 不適用                 |                                    |                         | 由比濱結衣             |
| 結2  | 2023年2月17日  | ISBN 978-4-09-453061-2                                            | 2024年3月7日   | ISBN 978-626-377-601-2                                          | 不適用             | 不適用                 |                                    |                         | 一色伊呂波             |

### 備註
- 第1卷發售日受日本東北地方太平洋近海地震的影響，部分地區延遲發售[46]。
- 第3卷收錄了雪之下雪乃和由比濱結衣的角色歌曲《Bright Generation》（作詞：SugarLover、作曲：橋本由香利、編曲：宮崎誠）作為插入歌，並發售了附帶廣播劇CD的限定特裝版。收錄的CD劇集是「例如這樣的生日歌」（日语：たとえばこんなバースデーソング）。
- 第4卷則發售了附有H2SO4、CUTEG、津路參汰、ヤス、LLO的插畫和ponkan⑧的描繪、角色設定集等的插畫選集限定特裝版。
- 第7卷發售了附有廣播劇CD的限定特裝版，雪乃和結衣的角色歌曲《ROCK YOU!!》（作詞：SugarLover、作曲・編曲：齊藤悠彌）作為插入歌收錄其中。收錄的廣播劇CD是《Girls' Will Rock Yu》。
- 第6.5卷原定於2014年7月18日發售，但由於「製作進行上的理由」而延期至7月22日和24日發售。
- 第6.5卷也收錄了雪之下雪乃和由比濱結衣的角色歌曲（作詞：rino、作曲：增谷賢、編曲：長田直之）作為插入歌，並設定了附帶廣播劇CD的限定特裝版。收錄的廣播劇CD是「當那聖誕節蠟燭的燈光搖曳時……。」（日语：そのクリスマスキャンドルの灯が揺れる時……。）。
- 第11卷本來和其他GAGAGA文庫的新書一樣預定在2015年6月17日發售，但由於發行部數的關係，發售日期延遲了[47]。

### 選集
本編完結後順次刊行的官方小說選集。每篇故事的作者和插畫家各不相同，並且每卷還收錄了由原作者渡航和ponkan⑧撰寫的短篇故事。
| 集数 | 標題     | 小學館        | 小學館                 | 尖端出版      | 尖端出版               | 安徽少年儿童出版社 | 安徽少年儿童出版社     | 封面人物   |
| 集数 | 標題     | 發售日期      | ISBN                   | 發售日期      | ISBN                   | 發售日期           | ISBN                   | 封面人物   |
| ---- | -------- | ------------- | ---------------------- | ------------- | ---------------------- | ------------------ | ---------------------- | ---------- |
| 1    | 雪乃side | 2020年3月18日 | ISBN 978-4-09-451835-1 | 2021年4月6日  | ISBN 978-957-109-450-2 | 2024年4月          | ISBN 978-7-5707-2036-1 | 雪之下雪乃 |
| 2    |          | 2020年3月18日 | ISBN 978-4-09-451836-8 | 2021年5月7日  | ISBN 978-957-109-998-9 |                    |                        | 比企谷小町 |
| 3    | 結衣side | 2020年4月17日 | ISBN 978-4-09-451845-0 | 2021年6月7日  | ISBN 978-626-306-866-7 |                    |                        | 由比濱結衣 |
| 4    |          | 2020年4月17日 | ISBN 978-4-09-451846-7 | 2021年7月30日 | ISBN 978-626-308-324-0 |                    |                        | 一色伊呂波 |

### 畫冊
| 書名                                                                                         | 小學館        | 小學館                 | 尖端出版     | 尖端出版               | 安徽少年儿童出版社 | 安徽少年儿童出版社     |
| 書名                                                                                         | 發售日期      | ISBN                   | 發售日期     | ISBN                   | 發售日期           | ISBN                   |
| -------------------------------------------------------------------------------------------- | ------------- | ---------------------- | ------------ | ---------------------- | ------------------ | ---------------------- |
| 果然我的青春戀愛喜劇搞錯了畫冊：Ponkan8 ART WORKS 我的青春恋爱喜剧果然有问题 Ponkan⑧艺术画集 | 2021年4月20日 | ISBN 978-4-09-199070-9 | 2021年9月1日 | ISBN 978-626-308-875-7 | 2023年3月          | ISBN 978-7-5707-1602-9 |

## 漫畫
果然我的青春戀愛喜劇搞錯了。－妄言錄－
《月刊BIG GANGAN》（史克威尔艾尼克斯）2012年第十卷上開始連載，作畫為佳月玲茅。劇情以電視動畫為主。
| 卷數 | 史克威尔艾尼克斯 | 史克威尔艾尼克斯       | 尖端出版      | 尖端出版               | 北京工艺美术出版社 | 北京工艺美术出版社     |
| 卷數 | 發售日期         | ISBN                   | 發售日期      | ISBN                   | 發售日期           | ISBN                   |
| ---- | ---------------- | ---------------------- | ------------- | ---------------------- | ------------------ | ---------------------- |
| 1    | 2013年3月19日    | ISBN 978-4-7575-3925-9 | 2018年3月9日  | ISBN 978-957-107-969-1 | 2023年11月         | ISBN 978-7-5140-2559-0 |
| 2    | 2013年8月20日    | ISBN 978-4-7575-4031-6 | 2018年3月9日  | ISBN 978-957-107-970-7 | 2023年11月         | ISBN 978-7-5140-2559-0 |
| 3    | 2013年12月25日   | ISBN 978-4-7575-4193-1 | 2018年3月30日 | ISBN 978-957-108-055-0 | 2023年11月         | ISBN 978-7-5140-2559-0 |
| 4    | 2014年5月24日    | ISBN 978-4-7575-4318-8 | 2018年3月30日 | ISBN 978-957-108-056-7 | 2023年11月         | ISBN 978-7-5140-2559-0 |
| 5    | 2014年11月8日    | ISBN 978-4-7575-4466-6 | 2018年4月20日 | ISBN 978-957-108-057-4 | 2023年11月         | ISBN 978-7-5140-2559-0 |
| 6    | 2015年3月18日    | ISBN 978-4-7575-4581-6 | 2018年4月20日 | ISBN 978-957-108-058-1 | 2025年3月          | ISBN 978-7-5514-5216-8 |
| 7    | 2015年6月18日    | ISBN 978-4-7575-4663-9 | 2018年6月8日  | ISBN 978-957-108-141-0 | 2025年3月          | ISBN 978-7-5514-5216-8 |
| 8    | 2015年12月25日   | ISBN 978-4-7575-4845-9 | 2018年6月8日  | ISBN 978-957-108-142-7 | 2025年3月          | ISBN 978-7-5514-5217-5 |
| 9    | 2016年7月25日    | ISBN 978-4-7575-5062-9 | 2021年5月18日 | ISBN 978-957-108-143-4 | 2025年3月          | ISBN 978-7-5514-5217-5 |
| 10   | 2017年1月25日    | ISBN 978-4-7575-5226-5 | 2022年3月15日 | ISBN 978-957-108-144-1 |                    |                        |
| 11   | 2017年8月25日    | ISBN 978-4-7575-5456-6 |               |                        |                    |                        |
| 12   | 2018年3月24日    | ISBN 978-4-7575-5675-1 |               |                        |                    |                        |
| 13   | 2019年3月25日    | ISBN 978-4-7575-5897-7 |               |                        |                    |                        |
| 14   | 2019年6月25日    | ISBN 978-4-7575-6174-8 |               |                        |                    |                        |
| 15   | 2019年11月25日   | ISBN 978-4-7575-6359-9 |               |                        |                    |                        |
| 16   | 2020年3月25日    | ISBN 978-4-7575-6578-4 |               |                        |                    |                        |
| 17   | 2020年7月22日    | ISBN 978-4-7575-6714-6 |               |                        |                    |                        |
| 18   | 2021年1月25日    | ISBN 978-4-7575-7052-8 |               |                        |                    |                        |
| 19   | 2021年7月26日    | ISBN 978-4-7575-7380-2 |               |                        |                    |                        |
| 20   | 2022年3月25日    | ISBN 978-4-7575-7841-8 |               |                        |                    |                        |
| 21   | 2022年11月25日   | ISBN 978-4-7575-8272-9 |               |                        |                    |                        |
| 22   | 2023年7月25日    | ISBN 978-4-7575-8693-2 |               |                        |                    |                        |

果然我的青春戀愛喜劇搞錯了。@comic
《月刊Sunday Gene-X》（小學館）2013年1月號開始連載，作畫為伊緒直道。劇情以原作輕小說為主。
| 卷數 | 小學館         | 小學館                 | 尖端出版       | 尖端出版               |
| 卷數 | 發售日期       | ISBN                   | 發售日期       | ISBN／EAN              |
| ---- | -------------- | ---------------------- | -------------- | ---------------------- |
| 1    | 2013年5月17日  | ISBN 978-4-09-157349-0 | 2014年2月6日   | EAN 471-7702-25906-8   |
| 2    | 2013年11月19日 | ISBN 978-4-09-157362-9 | 2014年4月18日  | EAN 471-7702-26039-2   |
| 3    | 2014年5月24日  | ISBN 978-4-09-157377-3 | 2014年11月21日 | EAN 471-7702-26386-7   |
| 4    | 2014年11月19日 | ISBN 978-4-09-157396-4 | 2015年4月21日  | EAN 471-7702-26622-6   |
| 5    | 2015年5月24日  | ISBN 978-4-09-157417-6 | 2016年4月22日  | ISBN 978-957-10-6608-0 |
| 6    | 2015年11月19日 | ISBN 978-4-09-157430-5 | 2017年4月26日  | ISBN 978-957-10-7377-4 |
| 7    | 2016年6月17日  | ISBN 978-4-09-157450-3 | 2017年4月26日  | ISBN 978-957-10-7378-1 |
| 8    | 2016年11月18日 | ISBN 978-4-09-157464-0 | 2017年7月14日  | ISBN 978-957-10-7624-9 |
| 9    | 2017年5月19日  | ISBN 978-4-09-157486-2 | 2018年3月20日  | ISBN 978-957-10-7813-7 |
| 10   | 2017年11月17日 | ISBN 978-4-09-157506-7 |                |                        |
| 11   | 2018年5月18日  | ISBN 978-4-09-157525-8 |                |                        |
| 12   | 2018年11月19日 | ISBN 978-4-09-157550-0 |                |                        |
| 13   | 2019年4月19日  | ISBN 978-4-09-157563-0 |                |                        |
| 14   | 2019年11月19日 | ISBN 978-4-09-157581-4 |                |                        |
| 15   | 2020年3月19日  | ISBN 978-4-09-157592-0 |                |                        |
| 16   | 2020年9月18日  | ISBN 978-4-09-157606-4 |                |                        |
| 17   | 2021年2月19日  | ISBN 978-4-09-157623-1 |                |                        |
| 18   | 2021年7月19日  | ISBN 978-4-09-157642-2 |                |                        |
| 19   | 2021年12月17日 | ISBN 978-4-09-157664-4 |                |                        |
| 20   | 2022年5月19日  | ISBN 978-4-09-157679-8 |                |                        |
| 21   | 2022年10月19日 | ISBN 978-4-09-157691-0 |                |                        |
| 22   | 2023年4月18日  | ISBN 978-4-09-157750-4 |                |                        |

果然我的青春戀愛喜劇4格漫畫搞錯了。
（一迅社）2013年5月號刊載、6月開始連載，作畫為種田優太。
| 卷數 | 一迅社        | 一迅社                 |
| 卷數 | 發售日期      | ISBN                   |
| ---- | ------------- | ---------------------- |
| 1    | 2014年6月21日 | ISBN 978-4-7580-8203-7 |
| 2    | 2015年7月22日 | ISBN 978-4-7580-8243-3 |

## 電子遊戲
果然即使是遊戲,我的青春戀愛喜劇還是搞錯了。（やはりゲームでも俺の青春ラブコメはまちがっている。）
- 使用平台：PlayStation Vita
- 發售日期：2013年9月19日發售。同時附贈TV未放送的限量OVA版。

果然即使是遊戲.我的青春戀愛喜劇還是搞錯了。續（やはりゲームでも俺の青春ラブコメはまちがっている。続）
- 使用平台：PlayStation Vita
- 發售日期：2016年10月27日發售。同時附贈TV未放送的限量OVA版。
- 片尾曲『Be clear』／主唱・作詞：佐々木恵梨／作曲・編曲：横山克

果然我的青春戀愛喜劇搞錯了。＆續 合輯套組（やはりゲームでも俺の青春ラブコメはまちがっている。＆続 おまとめセット）
- 使用平台：PlayStation 4、Nintendo Switch
- 發售日期：

2017年10月26日發售(PlayStation 4版)
2022年09月22日發售(Nintendo Switch版)
果然即使是遊戲.我的青春戀愛喜劇還是搞錯了。完（やはりゲームでも俺の青春ラブコメはまちがっている。完）
- 使用平台：PlayStation 4、Nintendo Switch
- 發售日期：2023年04月27日發售。同時附贈TV未放送的限量OVA版。

## 腳註

### 來源
1. . www.zoommovie.com.   [2025-05-02]. （原始内容存档于2025-05-02） （中文（中国大陆））.
2. ↑  町口哲生『教養としての10年代アニメ』ポプラ社、2017年2月8日第1刷発行、93頁、ISBN 978-4-591-15338-3
3. ↑  . ラノベニュースオンライン. 2021-01-30  [2024-02-14]. （原始内容存档于2023-04-04） （日语）.
4. ↑   相樂總. . 尖端. 2013-04-13: 第10頁. ISBN 9789571051031 （中文（臺灣））. 但是小豆梓絲毫不在意這種氛圍，我想她應該早已經習慣了吧。真正的孤獨是最強的，八幡老師所撰寫的青春戀愛教科書也這樣寫。
5. ↑  渡航. . 渡航日誌. はてな. 2011-02-09  [2024-02-14]. （原始内容存档于2013-12-13） （日语）.
6. ↑  2011年5月9日 11:31 （页面存档备份，存于） 渡航 Twitter、2012年9月26日閲覧。
7. ↑  . ラノベニュースオンライン. 2019-12-19  [2024-02-14]. （原始内容存档于2023-04-04） （日语）.
8. ↑   . 月刊ビッグガンガン (スクウェア・エニックス). 2022-10-25,. 2022年Vol.11: 496. ASIN B0B84933V1.
9. ↑  .   [2015年11月24日]. （原始内容存档于2013年11月12日） （日语）.
10. ↑  . 寶島社. 2013-11. ISBN 978-4-8002-1954-1.
11. ↑  . 寶島社. 2014-11. ISBN 978-4-8002-3373-8.
12. ↑  . 寶島社. 2015-11. ISBN 978-4-8002-4766-7.
13. ↑  . ORICON STYLE. ORICON. 2015年3月12日  [2015年3月25日]. （原始内容存档于2015年3月27日） （日语）.
14. ↑  . SUGOI JAPAN.   [2015年3月25日]. （原始内容存档于2015年3月23日） （日语）.
15. ↑  . 寶島社. 2011年11月. ISBN 978-4-7966-8716-4.
16. ↑  . 寶島社. 2012年11月. ISBN 978-4-8002-0357-1.
17. ↑  . 寶島社. 2013年11月. ISBN 978-4-8002-1954-1.
18. ↑  . 寶島社. 2014年11月. ISBN 978-4-8002-3373-8.
19. ↑  . 寶島社. 2015年11月. ISBN 978-4-8002-4766-7.
20. ↑  . 寶島社. 2016年11月. ISBN 978-4-8002-6345-2.
21. ↑  . news.dmzj.com.   [2020-05-12]. （原始内容存档于2021-06-05）.
22. ↑  . ACGer. 2018-11-24  [2020-05-12]. （原始内容存档于2021-06-05）.
23. ↑  . Animex动漫社.   [2020-05-12]. （原始内容存档于2020-11-30）.
24. ↑  . 日本: 宝岛社. 2021: 90. ISBN 978-4-299-01056-8.
25. ↑  阿修 1. . Animex动漫社.   [2022-01-18]. （原始内容存档于2022-01-18） （日语）.
26. ↑  . . 小学館.   [2012-09-26]. （原始内容存档于2020-08-07） （日语）.
27. ↑  . . 小学館.   [2012-09-26]. （原始内容存档于2021-01-28） （日语）.
28. ↑  . . 小学館.   [2012-09-26]. （原始内容存档于2020-10-16） （日语）.
29. ↑  . . 小学館.   [2012-09-26]. （原始内容存档于2021-03-22） （日语）.
30. ↑  . . 小学館.   [2012-09-26]. （原始内容存档于2021-01-18） （日语）.
31. ↑  . . 小学館.   [2012-11-25]. （原始内容存档于2021-01-25） （日语）.
32. ↑  . . 小学館.   [2014-07-24]. （原始内容存档于2021-01-20） （日语）.
33. ↑  . . 小学館.   [2013-03-12]. （原始内容存档于2020-07-19） （日语）.
34. ↑  . . 小学館.   [2013-08-21]. （原始内容存档于2020-04-25） （日语）.
35. ↑  . . 小学館.   [2013-11-20]. （原始内容存档于2021-11-11） （日语）.
36. ↑  . . 小学館.   [2014-04-22]. （原始内容存档于2020-08-15） （日语）.
37. ↑  . . 小学館.   [2014-11-22]. （原始内容存档于2021-01-19） （日语）.
38. ↑  . . 小学館.   [2015-03-18]. （原始内容存档于2021-01-22） （日语）.
39. ↑  . . 小学館.   [2015-06-25]. （原始内容存档于2020-11-27） （日语）.
40. ↑  . . 小学館.   [2017-04-18]. （原始内容存档于2020-11-12） （日语）.
41. ↑  . . 小学館.   [2018-11-20]. （原始内容存档于2020-11-02） （日语）.
42. ↑  . . 小学館.   [2019-10-05]. （原始内容存档于2021-01-23） （日语）.
43. ↑  . . 小学館.   [2021-03-26]. （原始内容存档于2021-03-06） （日语）.
44. ↑  . 小学館.   [2021-09-17]. （原始内容存档于2022-06-16）.
45. ↑  . 小学館.   [2023-03-19]. （原始内容存档于2023-03-19）.
46. ↑   . .   [2012年9月26日]. （原始内容存档于2012-08-28） （日语）.
47. ↑  果然我的青春戀愛喜劇搞錯了。於Twitter.

## 外部連結
- 原作小說
  - 果然我的青春戀愛喜劇搞錯了。小學館GAGAGA文庫 （页面存档备份，存于）（日語）
- 漫畫
  - 果然我的青春戀愛喜劇搞錯了。| 月刊BIG GANGAN - SQUARE ENIX（日語）
  - 果然我的青春戀愛喜劇搞錯了。@comic | 小學館-SundayGENE-X- （页面存档备份，存于）（日語）
  - 果然我的青春戀愛喜劇搞錯了。| 一迅社 （页面存档备份，存于）（日語）
- 遊戲
  - 果然我的青春戀愛喜劇搞錯了。 官方網站 （页面存档备份，存于）（日語）
  - 果然我的青春戀愛喜劇搞錯了。續 官方網站 （页面存档备份，存于）（日語）
  - 果然我的青春戀愛喜劇搞錯了。完 官方網站 （页面存档备份，存于）（日語）